# Притулок в долині річки Молода
Прит́улок в долині р. Мол́ода ― неіснуючий гірський притулок, будований протягом 1935-1939 рр. в ур. Кругла (11 км лісовою дорогою від с. Осмолода).

## Історія
Будівельні роботи розпочато наприкінці літа 1935 р. Проєкт виконав інженер львівського відділу РТТ Тадеуш Солецький. Планово притулок був розрахований на 30-35 ліжкомісць (за уточненими даними ― місткість 34 особи, з них ― 18 на ліжках). Основну будову завершено в 1936 р. Станом на кінець року в імпровізованих покоях на лежаках могло ночувати 20 туристів.
В 1937 р. під час приймання робіт, виконаних фірмою-підрядником Ґлезінґер (Glesinger), виявились деякі недоліки. Остання зобов'язалась переробити за власний рахунок шелювання частини інтер'єру, що мало місце через деформацію висихання лісоматеріалів. Крім того, було виконані деякі інші столярські роботи ― передусім у підвалі, а також внутрішнє оздоблення притулку.
В цоколі була велика кімната з лежаками на 17 чол, а на другому поверсі ― дві спальні. Решту приміщень, а саме ― 2 покої на верхньому поверсі та 1 на другому ― призначені для службового використання (тут розташувалась прикордонна служба). Протягом 1937 р. надано ночівлю лише 197 особам. 
У 1938 в притулку вже було 25 ліжок та в наявності було деяке устаткування. 
Станом на 1939 р. потрібно було ще зробити: дренаж фундаменту, встановлення водогону з вищерозташованого джерела, будівництво зовнішніх туалетів та адмінбудинку, поповнення інвентаря. Вартість доробок оцінено у 14 500 злотих. До початку війни об'єкт так здано й не було.

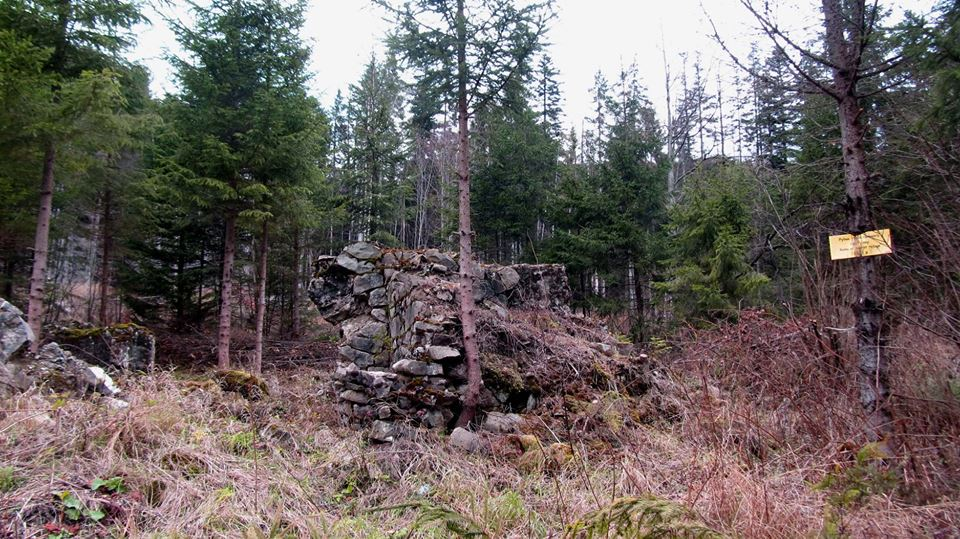
Руїни притулку